# 陈官屯镇 (卢龙县)
陈官屯镇，是中华人民共和国河北省秦皇岛市卢龙县下辖的一个乡镇级行政单位。
2016年，河北省民政厅批复同意撤销陈官屯乡，设立陈官屯镇，镇人民政府驻陈官屯村官旺大街1号。

## 行政区划
陈官屯镇下辖以下地区：
陈官屯村、丁家庄村、郑各庄村、赵官屯村、宋各庄村、染庄村、兴甲子村、程庄子村、后官地村、前官地村、宋家坟村、蛮子营村、杨山头村、新挪寨村、韩庄头村、大刘庄村、小刘庄村、张家沟村、常各庄村、伦家洼村、桑家岭村、北冯家沟村、山坡子村、年家洼村、刘陈庄村、何官屯村、北单庄村、八家寨村、廖各庄村、下梨峪村、上梨峪村、土山村、赵家峪村和庙岭沟村。